# Vie (Dives)
Die Vie ist ein Fluss in Frankreich, der in der Region Normandie verläuft. Sie entspringt im Gemeindegebiet von Ménil-Hubert-en-Exmes, entwässert generell Richtung Nordwest durch die Landschaft des Pays d’Auge und mündet nach rund 67
Kilometern bei Anneray, im Gemeindegebiet von Mery-Corbon, als rechter Nebenfluss in die Dives.
Auf ihrem Weg durchquert die Vie die Départements Orne und Calvados.

## Orte am Fluss
- Ménil-Hubert-en-Exmes
- Saint-Pierre-la-Rivière
- Vimoutiers
- Sainte-Foy-de-Montgommery
- Livarot
- Saint-Julien-le-Faucon
- Le Mesnil-Mauger
- Corbon